# Ловінгтон (Нью-Мексико)
Ловінгтон (англ. Lovington) — місто (англ. city) на південному заході США, адміністративний центр округу Леа штату Нью-Мексико. Населення — 11 668 осіб (2020).

## Географія
Ловінгтон розташований за координатами 32°56′44″ пн. ш. 103°21′1″ зх. д. / 32.94556° пн. ш. 103.35028° зх. д. (32.945489, -103.350309). За даними Бюро перепису населення США в 2010 році місто мало площу 12,34 км², з яких 12,29 км² — суходіл та 0,06 км² — водойми. В 2017 році площа становила 29,50 км², з яких 29,42 км² — суходіл та 0,08 км² — водойми.

## Демографія
Згідно з переписом 2010 року, у місті мешкало 11 009 осіб у 3572 домогосподарствах у складі 2719 родин. Густота населення становила 892 особи/км². Було 3956 помешкань (321/км²).
Расовий склад населення:
| - 66,9 % — білих - 2,4 % — чорних або афроамериканців - 1,5 % — корінних американців - 0,4 % — азіатів - 26,2 % — осіб інших рас |

До двох чи більше рас належало 2,6 %. Частка іспаномовних становила 64,3 % від усіх жителів.
За віковим діапазоном населення розподілялося таким чином: 31,7 % — особи молодші 18 років, 57,5 % — особи у віці 18—64 років, 10,8 % — особи у віці 65 років та старші. Медіана віку мешканця становила 29,9 року. На 100 осіб жіночої статі у місті припадало 100,1 чоловіків; на 100 жінок у віці від 18 років та старших — 100,1 чоловіків також старших 18 років.
Середній дохід на одне домашнє господарство становив 64 441 долар США (медіана — 51 450), а середній дохід на одну сім'ю — 68 817 доларів (медіана — 59 490). Медіана доходів становила 52 674 долари для чоловіків та 25 956 доларів для жінок. За межею бідності перебувало 19,7 % осіб, у тому числі 25,5 % дітей у віці до 18 років та 16,7 % осіб у віці 65 років та старших.
Цивільне працевлаштоване населення становило 4456 осіб. Основні галузі зайнятості: сільське господарство, лісництво, риболовля — 27,2 %, освіта, охорона здоров'я та соціальна допомога — 16,4 %, транспорт — 7,7 %, роздрібна торгівля — 7,4 %.